# Manoir des Alignés (Grenoux)
Pour les articles homonymes, voir Manoir des Alignés (homonymie).
 (novembre 2024).
Le manoir des Alignés est un ancien manoir édifié à la fin du XVe siècle sur la commune de Grenoux et de nos jours sur la commune deLaval dans le département de la Mayenne. Il est devenu un bâtiment de ferme.

## Histoire
Construit pour la famille Hatry entre la fin du XVe siècle et le début du XVIe siècle sur l’ancienne paroisse de Grenoux, le manoir du Petit-Aligné est au cours des siècles la propriété des familles de Vassé (1483), Cazet (1577), de la Roussardière (XVIIe siècle) avant d'être acheté par Joseph Rousseau de Montfrand en 1767.
Vendu comme bien national en 1796  il est acheté par Louis Chollet, vérificateur des domaines à Laval.
Le manoir du Petit-Aligné est vendu en 1802 par le général et baron d'Empire Jacques Marguerite Pilotte de La Barollière.
Il devient une exploitation agricole au début du XIXe siècle.
Lors de la Libération de Laval en 1944, les toitures et le mur arrière s’effondrent.
En 1962, le fermier démolit la chapelle et l'aile sud du manoir et y fait construire une étable et une salle de traite.

## Description
Le corps de logis était du commencement du XVIe siècle, orienté à l'est, vers Laval, avec un grand porche cintré qui donnait accès dans la salle principale.
Au logis, la porte était en plein cintre avec quelques moulures ; deux fenêtres avaient conservées leurs meneaux croisés ; celles qui étaient en pénétration dans le toit avaient été surmontées en 1714 de deux lucarnes à frontons triangulaires ; celle du rez-de-chaussée étaient garnies d'une forte grille ancienne ; accolade au-dessus de la porte d'un bâtiment annexe, au nord.
La partie intéressante du bâtiment est une tour qui s'élève en façade jusqu'à la hauteur du faîte et le domine de son toit en pyramide. Elle est sur plan carré au dernier étage, mais vers le bas elle devient hexagonale ; deux pendentifs, terminés à la pointe par deux têtes humaines, supportent le carré supérieur. Une tourelle encorbellée se soude au côté nord. Un escalier monumental déroule ses degrés de granit dans la tour, au bas de laquelle deux trous pour arquebuse défendaient l'approche de la porte du logis. Le girouette ajourée dessinait les armoiries de la famille de la Roussardière, trois pals chargés chacun d'une rose.
Une chapelle était accolée au pignon sud à une petite fenêtre ogivale et une autre trilobée, qui conservait une partie de son lambris en bois.